# Sinusonasus magnodens
Il sinusonaso (Sinusonasus magnodens) è un dinosauro carnivoro teropode, appartenente ai troodontidi. Visse nel Cretaceo inferiore  (Valanginiano/Barremiano, circa 130 milioni di anni fa) e i suoi resti sono stati ritrovati in Cina.

## Descrizione
Lungo meno di due metri, questo dinosauro possedeva un collo allungato, una corporatura snella e una lunga coda. Il cranio era stretto e basso, munito di denti piuttosto grandi (da qui il nome specifico magnodens) e aguzzi; il profilo nasale possedeva una strana forma a sinusoide (ecco l'origine del nome generico), e la coda era dotata di ossa inferiori (chevron) di forma appiattita, che formavano una sorta di banda lungo tutta la lunghezza.

## Classificazione
Descritto per la prima volta nel 2004, questo dinosauro è un rappresentante arcaico del gruppo dei troodontidi, una famiglia di dinosauri carnivori dalla scatola cranica particolarmente ampia, i cui rappresentanti più noti furono Troodon e Saurornithoides. Sinusonasus è stato ritrovato nella ben nota formazione Yixian e rappresenta uno dei troodonti più antichi, anche se successivamente sono stati ritrovati troodontidi risalenti addirittura al Giurassico (ad esempio Anchiornis).